# Lübarser Weg
Der Lübarser Weg ist mit der Nummer 4 einer der 20 grünen Hauptwege. Das ist eine Zusammenstellung von 20 Wanderwegen durch das Berliner Stadtgebiet mit einer Gesamtlänge von rund 550 Kilometern. Ziel ist es, „Wohngebiete mit den vielfältigen Erholungsmöglichkeiten in Parkanlagen und Naherholungsgebieten von Berlin und Brandenburg“ (Senatsverwaltung für Stadtentwicklung und Umwelt) miteinander zu verknüpfen. Der Fußgänger soll dabei die Möglichkeit haben, „die Stadt als eine Verbindung von Kultur, Geschichte und Ökologie intensiv zu erleben“.

## Verlauf
Der Lübarser Weg folgt mit einer Länge von 14 Kilometern auf einem Teil des „Grünen Bandes Berlin“ auf dem ehemaligen Mauerstreifen von der Innenstadt an der Bernauer Straße, wo am Mauerweg weitere Anschlüsse an Grüne Hauptwege bestehen, zum Berliner Barnim in Lübars. Dieser durch die Zeiten bis zur Wende unbetretbare Mauerweg (aus Grenz- und Zollweg) wurde seither unter Landschaftsschutz gestellt und so kreuzen kaum zehn Straßenverbindungen diese von der Natur zurückeroberte Freifläche. Der Wanderer kann zwischen der Bernauer Straße und den Feldern von Lübars im Westen und Blankenfelde im Osten fast ungestört vom Autoverkehr auf den Spuren der Berliner Mauer flanieren.
Der Lübarser Weg läuft zum größten Teil zwischen den Bezirken, die bis 1990 durch die Mauer getrennt waren.

### Prenzlauer Berg

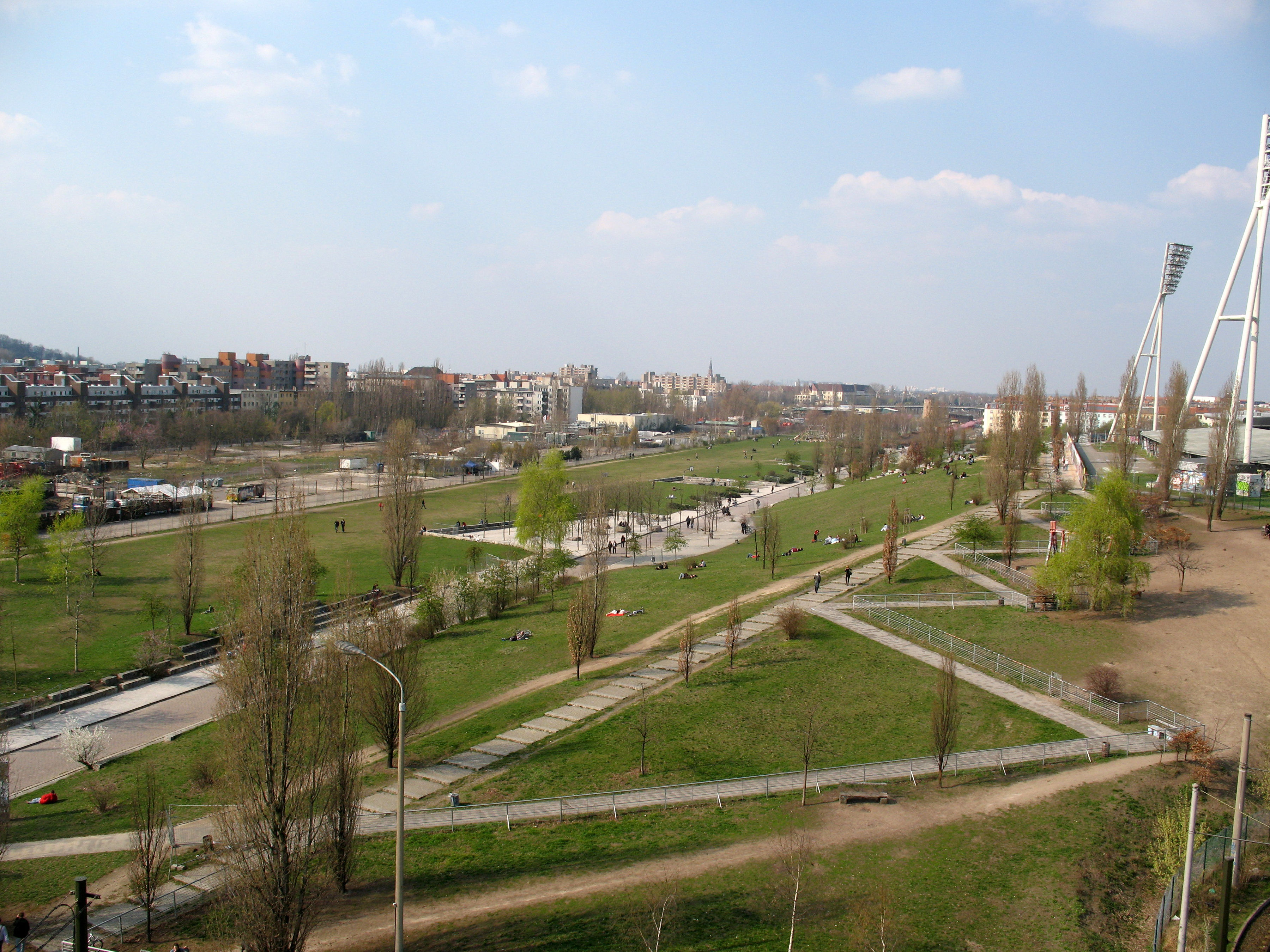
Der Lübarser Weg führt durch den Mauerpark

Der Lübarser Weg hat seinen Anfang an einem Stadtplatz im Süden des Mauerparks an Einmündung von Schwedter und Oderberger Straße zur Bernauer/Eberswalder Straße im Ortsteil Prenzlauer Berg. Er geht vom Hauptweg 19 (Tiergartenring) ab, der an der Bernauer/Oderberger Straße liegt. Der Mauerweg auf der Bernauer Straße mündet in den Lübarser Weg und beide führen am Lauf der ehemaligen Berliner Mauer nach Norden durch den Mauerpark. An dieser Ecke zwischen Gesundbrunnen (West-Berlin) und Prenzlauer Berg (Ost-Berlin) befand sich zu Mauerzeiten ein Eckpunkt im Geschehen der Berliner Mauer. Lübarser Weg und Mauerweg führen durch den Park im Bereich der damaligen Grenzanlagen, rechts der Friedrich-Ludwig-Jahn-Sportpark mit dem Cantianstadion und links der ehemalige Güterbahnhof Eberswalder Straße. Am Gleimtunnel über die Gleimstraße gehen die Wege weiter in diesem Grünstreifen mit der „Jugendfarm Moritzhof“ (Kinderbauernhof). Auf dem Schwedter Steg, einer 220 Meter langen Fußgängerbrücke, über den als „Nordkreuz“ zusammengefassten Abschnitt der Ringbahn und die beiden Abzweige vom Bahnhof Schönhauser Allee (aus Osten) und vom Bahnhof Gesundbrunnen (aus Westen) zur Nordbahn und nach Pankow. Der Steig mündet auf der Behmstraßenbrücke, die nach rechts begangen wird und an dem Abstieg mit Treppen hinunter zur Norwegerstraße und auf dieser unterführt wird. Von der Behmstraße her bindet der Innere Parkring (Hauptweg 18) ein.
Die grünen Hauptwege 04 und 18 – einschließlich des Mauerweges – laufen auf der Norwegerstraße, die Isländische, Ueckermünder Straße und Finnländische Straße enden an dieser vor der Bahnanlage. Durch die Unterführung an der Bösebrücke geht es in einen Grünstreifen (LSG) des ehemaligen Mauerbereichs zwischen S-Bahnhof Bornholmer Straße und den rechts liegenden Kleingartenanlagen (nächstgelegene KGA ‚Bornholm I‘). der Grünstreifen wird durch die Esplanade unterbrochen und der Ortsteil verlassen.

### Pankow
An der Ecke Dolomitenstraße/Esplanade ist der Ortsteil Pankow erreicht. Der Hauptweg 18 und der Lübarser Weg führen nach links am Eschengraben durch die Bahnunterführung der Stettiner Bahn (Pankower Strecke) und durch die zweite Eisenbahnbrücke der Nordbahn (S-Bahn-Strecke nach Wilhelmsruh und Wittenau sowie Tegel) zur Grüntaler Straße. Nach der zweiten Bahnunterführung wird der Ortsteil verlassen.
Eine geplante Wegführung des Lübarser Wegs geht zwischen den beiden Bahnunterführungen auf dem Postenweg östlich der Bahnstrecke über das „Nasse Dreieck“, an dessen nördlichem Durchgang zur Brehmestraße und auf dieser nach links zur Wollankstraße, diese 50 Meter nach links an den Grünstreifen über die Wollankstraße vor der Bahnbrücke am S-Bahnhof.

### Gesundbrunnen
Nach den Bahnanlagen liegt die KGA ‚Grüntal‘ in Gesundbrunnen, durch diese beginnt nach 50 Metern die Grüntaler Straße. Am Durchgang durch den Mittelstreifen trennen sich Innerer Parkring (Hauptweg 18) zur Grüntaler Straße und der Lünarser mit dem Mauerweg nach rechts in die Steeger Straße. Hinter den westlichen Wohnhäusern der Steegerstraße liegt der Sophienkirchhof III und der Elisabth-Kirchhof II. Am Ende dieser Straße liegt die Wollankstraße, diese wird vor dem S-Bahnhof nach rechts durch die Bahnbrücke vom Lübarser Weg genutzt. Der Mauerweg verbleibt in Gesundbrunnen und führt in der Nordbahnstraße an der Westseite der Bahnstrecke weiter. Der Lübarser Weg verlässt auf der Wollankstraße den Ortsteil mit dem Beginn der Brücke.

### Pankow

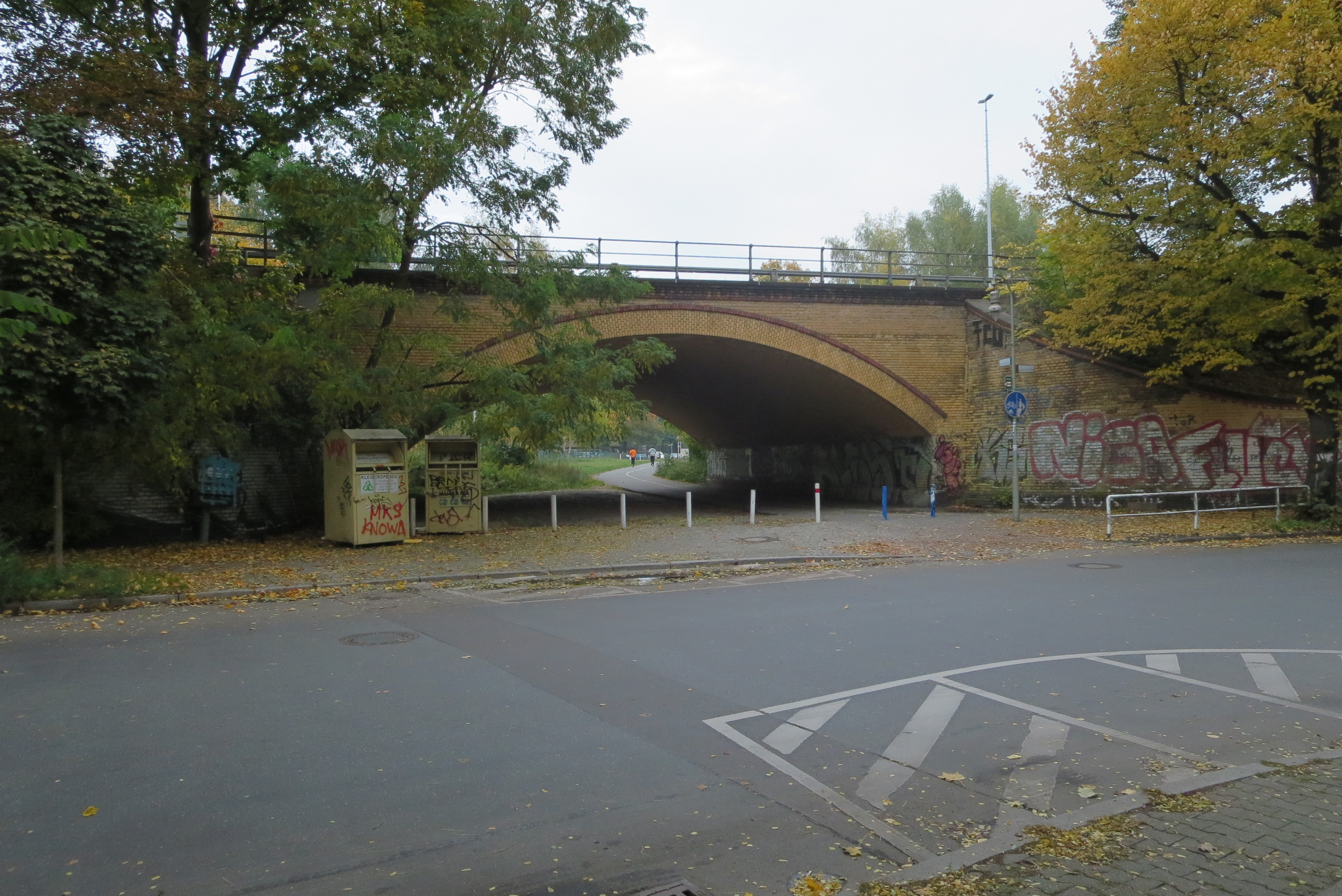
Lübarser Weg biegt neben der Brücke von der Schulze- in die Wilhelm-Kuhr-Straße

Unter der S-Bahnbrücke wird die Wollankstraße überquert zum dahinter liegenden „Birkenwäldchen im ehemaligen Todesstreifen“ (als LSG ausgezeichnet), der zwischen der Bahnstrecke und den Wohnhäusern der Schulzestraße nach links führt. Bis 1961 waren hier Mietergärten der Wohnhäuser, die für den Mauerbau umgenutzt wurden und heute gehört der Streifen zum Birkenwäldchen, einer Erinnerungs- und Mahnanlage. Am Ende der Schulzestraße kreuzt die Wilhelm-Kuhr-Straße vor dem umzäunten Pankebecken, einer Hochwasser-Überflutungsfläche für die Panke. An der Straße kommt der Mauerweg von Gesundbrunnen und der Nord-Süd-Weg (Hauptweg 05), der die Panke begleitet. Die Wegführung geht nach rechts am Zaun zur Straße Am Bürgerpark um das Pankebecken herum. Die Ortsteilgrenze zwischen Pankow und Niederschönhausen liegt im Pankelauf, somit wird der Ortsteil auf der Brücke am Bürgerpark verlassen.

### Niederschönhausen

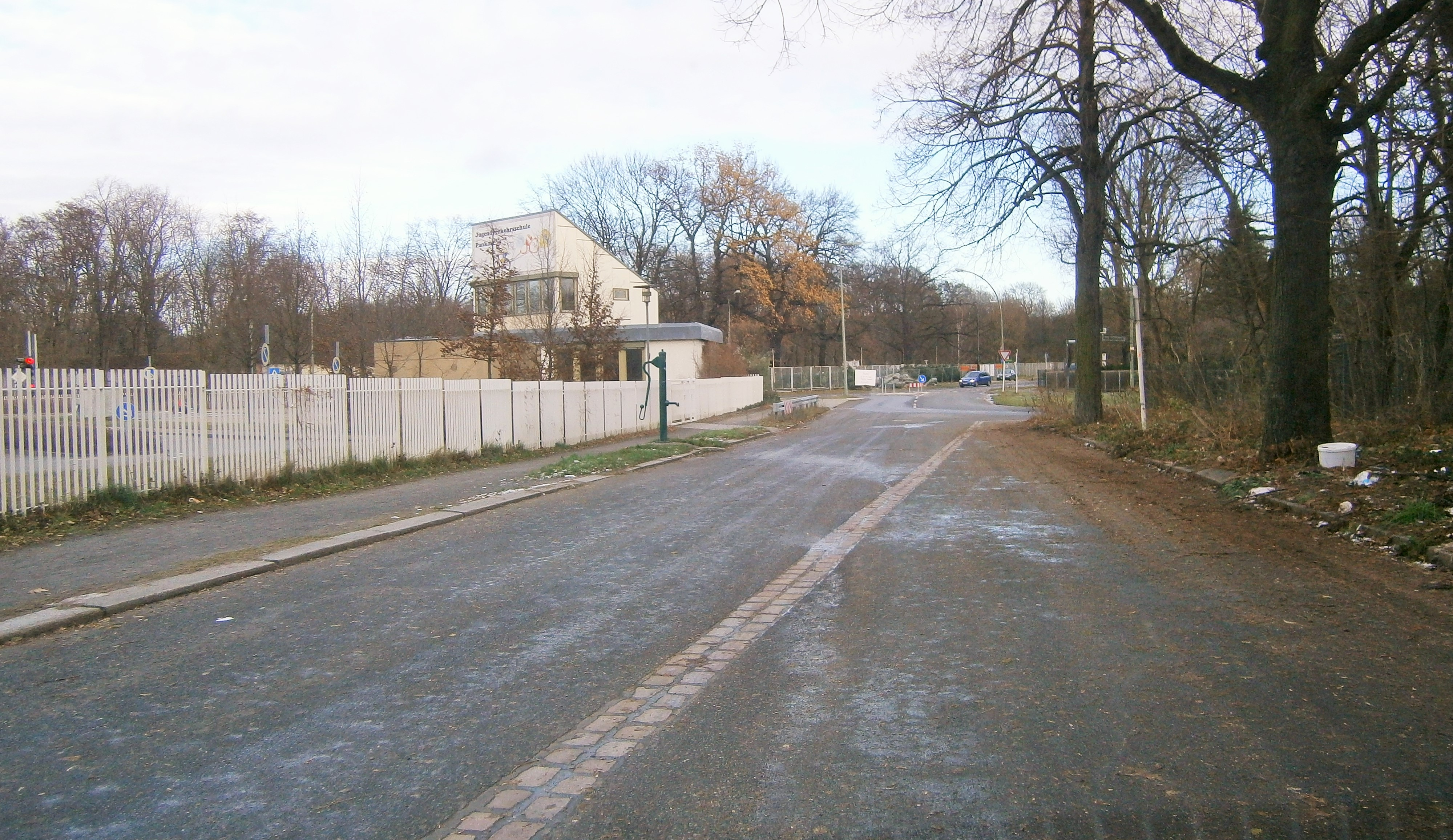
Lübarser Weg auf der Schützenstraße mit eingelassenen Pflastersteinen für den Standort der Berliner Mauer

Auf der Pankebrücke beginnt der Ortsteil Niederschönhausen. Hier führt der Nord-Süd-Weg in den Bürgerpark. Die Straße Am Bürgerpark besitzt rechts einen Grünstreifen, auf dem der Lübarser und der Mauerweg liegen. Bis zum Bedarf für die Grenzanlagen der Berliner Mauer (Vormauer, Postenweg, Hintermauer) gehörte dieser Geländestreifen zum Friedhof Pankow III und wurde für den Mauerbau entwidmet und die Gräber Anfang der 1960er Jahre umgebettet. Der Zaun links entlang der Straße grenzt den stillgelegten Güterbahnhof Schönholz ab, der in Reinickendorf liegt. Am Ende des Friedhofs und der Straße Am Bürgerpark geht es nach links in die Schützenstraße und danach nach rechts in die Buddestraße. Diese ist anfangs eine Asphaltstraße geht aber geradeaus in einen Fußweg, der etwa dem Postenweg entspricht, daneben noch Grundrisse eines Wachturms. Der links liegende S-Bahnhof Schönholz befindet sich in Gesundbrunnen. Im Weiteren begleitet die Bezirksgrenze zwischen Reinickendorf (vormals West-Berlin) und Pankow entsprechend der gemeinsamen Führung von Mauerweg und Lübarser Weg diesen grünen Hauptweg.
Die Buddestraße führt an die Provinzstraße, diese wird überquert und dem Supermarkt links herum zur Frühlingstraße ausgewichen. Dieses folgende Gebiet neben der Kolonie Schönholz (Waldsteg-Siedlung) gehörte bis 1938 zu Reinickendorf und wurde dann Pankow zugeordnet. Die damals getroffene Grenzlinie liegt immer östlich der Bahnstrecke und greift mitunter um einige zehn Meter weiter. Der Bereich der Berliner Mauer mit ihren zusätzlichen Anlagen lag auf der Pankower (Ost-Berliner) Seite in einem Streifen von etwa 60 Metern. Durch dieses Gebiet heute mit der Absicht als „Birkenwäldchen auf dem ehemaligen Todesstreifen“ umgesetzt führt so durch grüne teils wilde Waldflächen meist mit Birken. Die zwischen 1961 und 1990 unterbrochenen Straßen führen nun wieder durch und werden wie die Klemkestraße überquert. Wobei die Wegelinie vorwiegend der Bezirksgrenze folgt. Nach der Klemkestraße und neben der KGA ‚Straße vor Schönholz‘ geht es dabei durch ein seit 1990 gewachsenes Wäldchen aus Birken, wo sich die Eigenheimgrundstücke des Bahnsteigs befanden, von denen heute noch die jenseits liegende verbleibende Lage der Siedlung „Kolonie Schönholz“ bis zum Waldsteg zeugt. Innerhalb dieses Wäldchens in Höhe der Verlängerung Straße 78 liegt die Ortsteilgrenze und Niederschönhausen wird verlassen.

### Wilhelmsruh

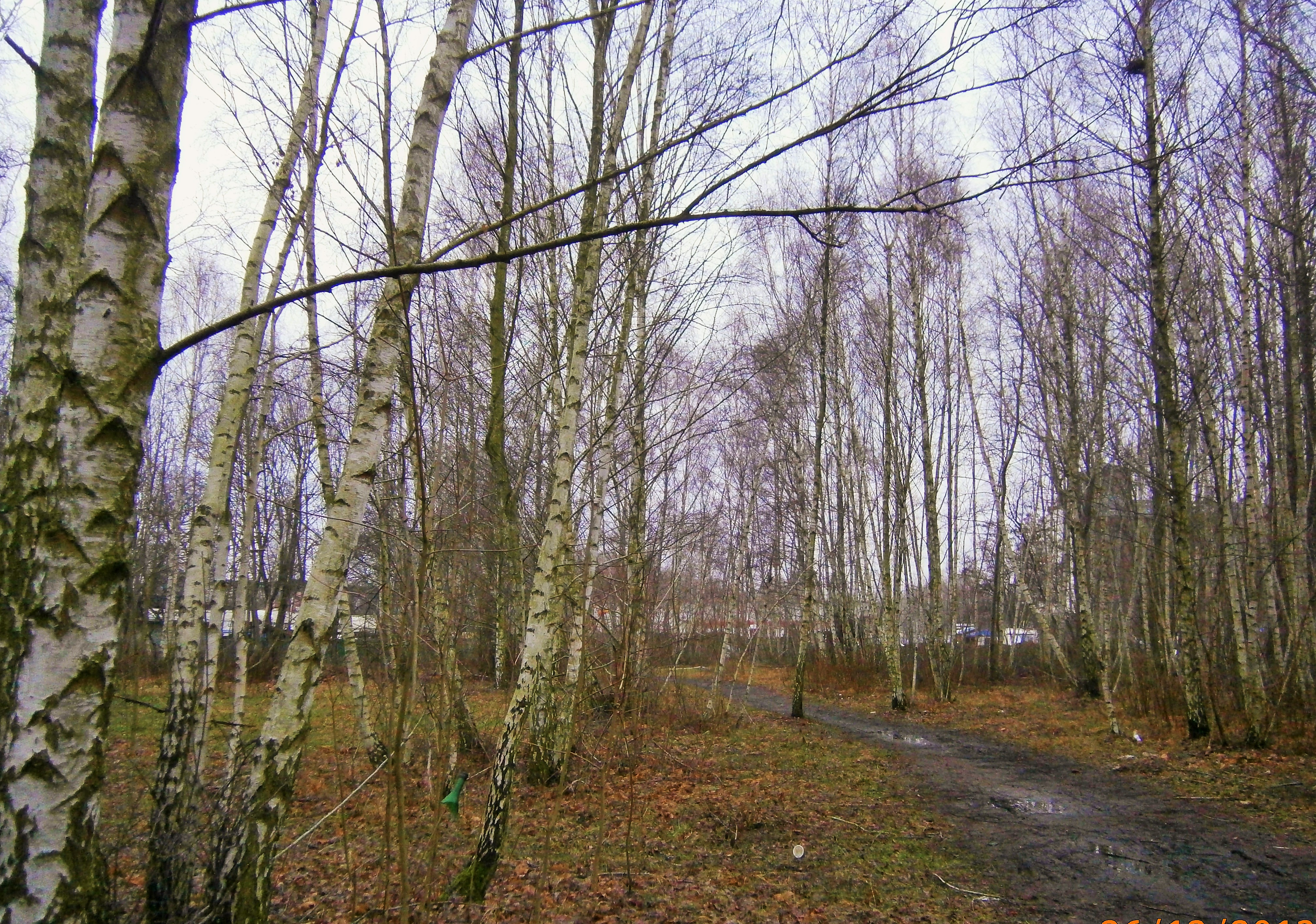
Lübarser Weg im Birkenwäldchen

Am Bahndamm entlang wird 200 Meter vor der Kopenhagener Straße der Ortsteil Wilhelmsruh erreicht. Einige Baracken an der Bahn führen die Ortsteilgrenze zu Reinickendorf bis zu 30 Meter vom Bahndamm weg. Der Lübarser Weg und der Hauptweg bleiben jeweils an der Pankower Seite. Über die Kopenhagener Straße hinweg wird am Ausgang des S-Bahnhofs Wilhelmsruh vorbei der hier liegende Weg weiter am Bahndamm und der Bezirksgrenze entlang genutzt. Neben dem heutigen Bahnhof lag vormals der Abgangsbahnhof der Niederbarnimer Eisenbahn (Reinickendorf–Liebenwalder–Groß-Schönebecker Eisenbahn). Das Bahngleis und der Bahnhofteil bestehen nicht mehr. Diese abbiegende Bahnlinie war später der Industriegleisanschluss von Bergmann-Borsig, heute: PankowPark. Der Lübarser Weg führt über diese Linie links an den Gewerbegebäuden und Industriehallen vorbei, teilweise dabei auch auf das Gelände des Ortsteils Reinickendorf das über das Bahngelände reicht. Der nur 20 Meter breite Grünzug am Weg ist als Landschaftsschutzgebiet markiert. Etwa 1,5 Kilometer von der Kopenhagener Straße wird der Nordgraben und die an ihm auf dem vormaligen Mauerstreifen angelegte Heinz-Brandt-Straße, die Teil der Nordtangente werden sollte. Hier trifft der Lübarser Weg mit der Humboldt-Spur (Hauptweg 16) zusammen, der hier sofort über die Nordgraben-Platte neben der Bahn auf dessen Nordufer ins Märkischen Viertel in einem Parkstreifen südlich der Häuser der Dannenwalder Straße führt. Der Lübarser Weg und der Mauerweg führen nach rechts auf der Heinz-Brandt-Straße am Südufer des Nordgrabens weiter, und liegen am Zaun zum ABB-Gelände entlang. Der Lübarser Weg nutzt am Ende der Heinz-Brandt-Straße die „(Industrie-)Bahnbrücke über den Nordgraben“ und da der Nordgraben Wilhelmsruh begrenzt verlässt er den Ortsteil.

### Rosenthal

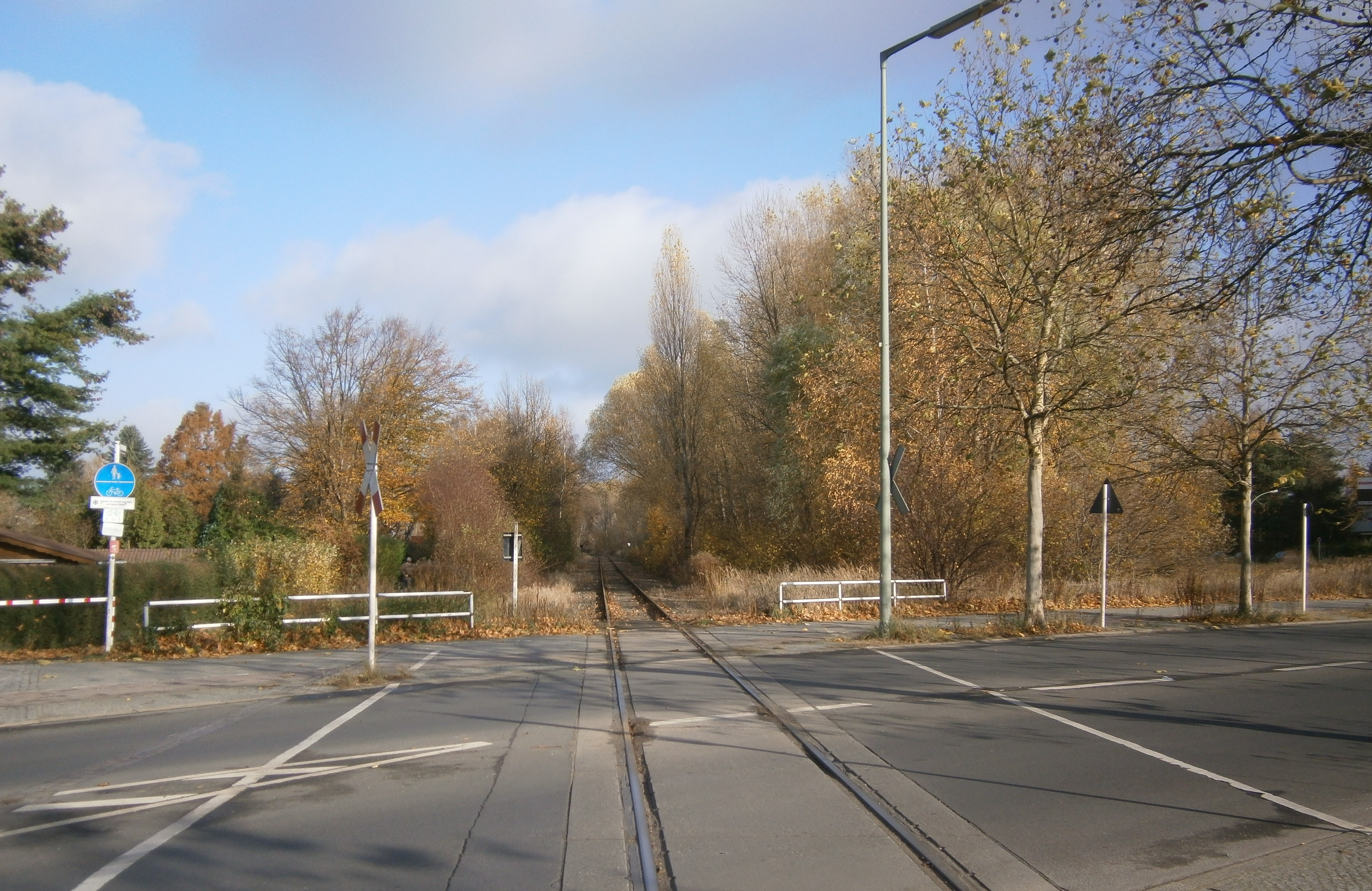
Bahngleis nördlich vom Wilhelmsruher Damm, links Lübarser Weg

Mit dem Überqueren des Nordgrabens erreicht der Lübarser Weg Rosenthal. Hier kreuzt der Hauptweg 04 nochmals die Humboldt-Spur. Der weitere Verlauf zum Wilhelmsruher Damm nutzt den Weg am Gleis an der Westseite vom Märkischen Viertel begleitet. Die geplante Führung des Lübarser Weg soll noch 150 Meter auf der Wilhelmsruher Seite verbleiben und dann über eine fehlende Brücke am Rand der KGA ‚Kolonie Gauert‘ in den Baum-/ Buschstreifen des ehemaligen Mauerstreifen mit den Grenzanlagen münden, den Friedhof Wilhelmsruh umgehend zwischen Uhlandstraße entlang. Von der Überquerung des Wilhelmsruher Damms an und der folgenden Überquerung des Rosenthalgrabens liegt der Lübarser Weg weiterhin in Gleisnähe, wobei der Weg etwas über die Bezirksgrenze hinweg im Märkischen Viertel liegt. Aus dem ehemaligen Mauerstreifen ist ein wildes Baum- und Buschgestrüpp entstanden, der ebenfalls als LSG ausgewiesen ist. Nach der westlichen Führung wechselt der Lübarser Weg an der Quickborner Straße auf die Ostseite, Rosenthal. Hier lag der aufgelassene Bahnhof Rosenthal der Heidekrautbahn. Der Grünstreifen am Mauerweg ist als Landschaftsschutzgebiet ausgewiesen und liegt zwischen Bahn und Kleingartenanlagen nach Nordnordost auf der Rosenthaler Seite. Gegenüber liegt die Industrie- und Gewerbefläche des Zerpenschleuser Rings. Der Lübarser Weg liegt in Wald- und Brachgelände zwischen dem Bahngleis und der KGA ‚Rosenthal-Nord‘ und geht neben der Straße 127, die an der Ostseite mit Siedlungshäusern bebaut ist am Centweg und der Straße 126 vorbei an zu Bauland umgewidmeten Kleingärten. In diesem Grünstreifen liegt der Lübarser Weg noch westlich des Friedhofs Rosenthal, an dessen Nordrand die Trasse der ehemaligen Industriebahn Tegel–Friedrichsfelde gekreuzt wird. Hier wird der Ortsteil verlassen.

### Blankenfelde

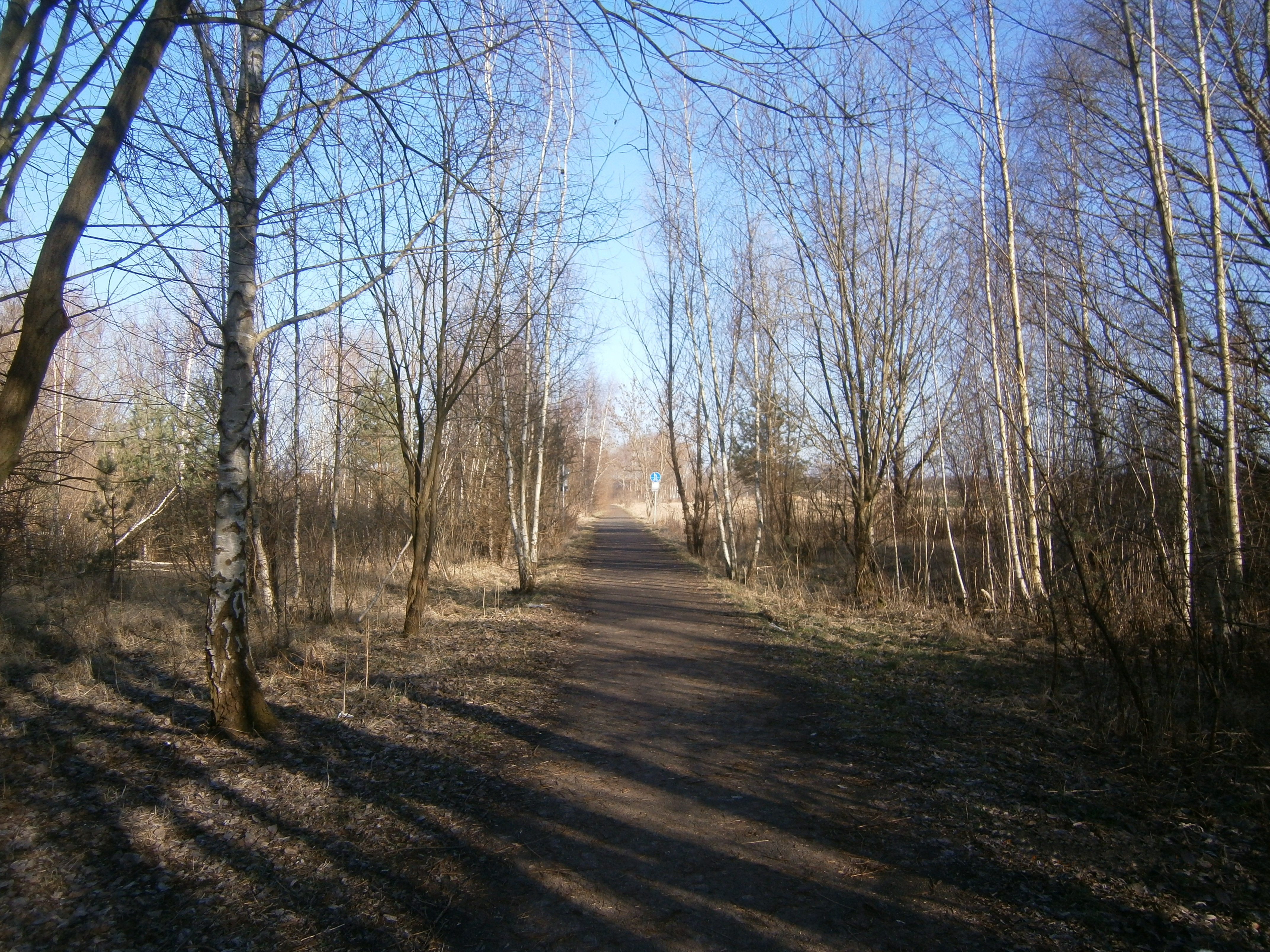
Lübarser Weg aus Rosenthal nach Blankenfelde

Am Übergang des Lübarser Wegs über die Industriebahntrasse liegt gleichzeitig der Wechsel von bebautem Gebiet in Rosenthal zur Feldlandschaft von Blankenfelde. Bis um 1980 befanden sich die Rieselfelder des Rieselguts Blankenfelde hier neben dem Lübarser Weg. Auf der Reinickendorfer Seite erfolgt der Ortsteilwechsel Märkisches Viertel nach Lübars an dieser vormaligen Industriebahntrasse. Der Lübarser Weg läuft zusammen mit dem Mauerweg zunächst für 580 Meter an den Gleisen der Heidekrautbahn weiter. Auf halbem Wege am Priestergraben wechselt der Weg von der Ost- auf die Westseite der Gleise. Hier ist westlich die Lübarser Höhe im Freizeit- und Erholungspark Lübars 85,3 m ü. NN zu sehen. Die Bezirksgrenze Pankow-Reinickendorf führt 100 Meter nach der Industriebahn von der Heidekrautbahn weg nach Norden. Der Lübarser Weg, als Mauerweg liegt am Ostrand des ehemaligen Todesstreifens etwa 60 Meter von der Bezirksgrenze auf Pankower Gebiet. Weiter geht es über die Blankenfelder Bahnhofstraße, ehemals Chaussee zwischen Blankenfelde und Lübars, die auf Feldflur 60 Meter östlich der Grenzlinie gekreuzt wird. Am Grenzort steht der „Checkpoint Qualitz“ für den Durchbruch der Mauer am 9. November 1989. Geradeaus weiter überquert er 640 Meter nördlich der Bahnhofstraße und 200 Meter nach dem Wechsel des Landschaftsschutzgebietes der Feldflur in das NSG ‚Tegeler Fließ‘ den Schildower Weg auf dem der Barnimer Dörferweg zwischen Blankenfelde und Lübars liegt. Der Mauerweg liegt weiterhin geradeaus auf dem Weg westlich am Köppchensee zur Landesgrenze. Der Lübarser Weg biegt mit dem Barnimer Dörferweg nach links ab. Auf diesem Wegabschnitt wird der Ortsteil verlassen.

### Lübars

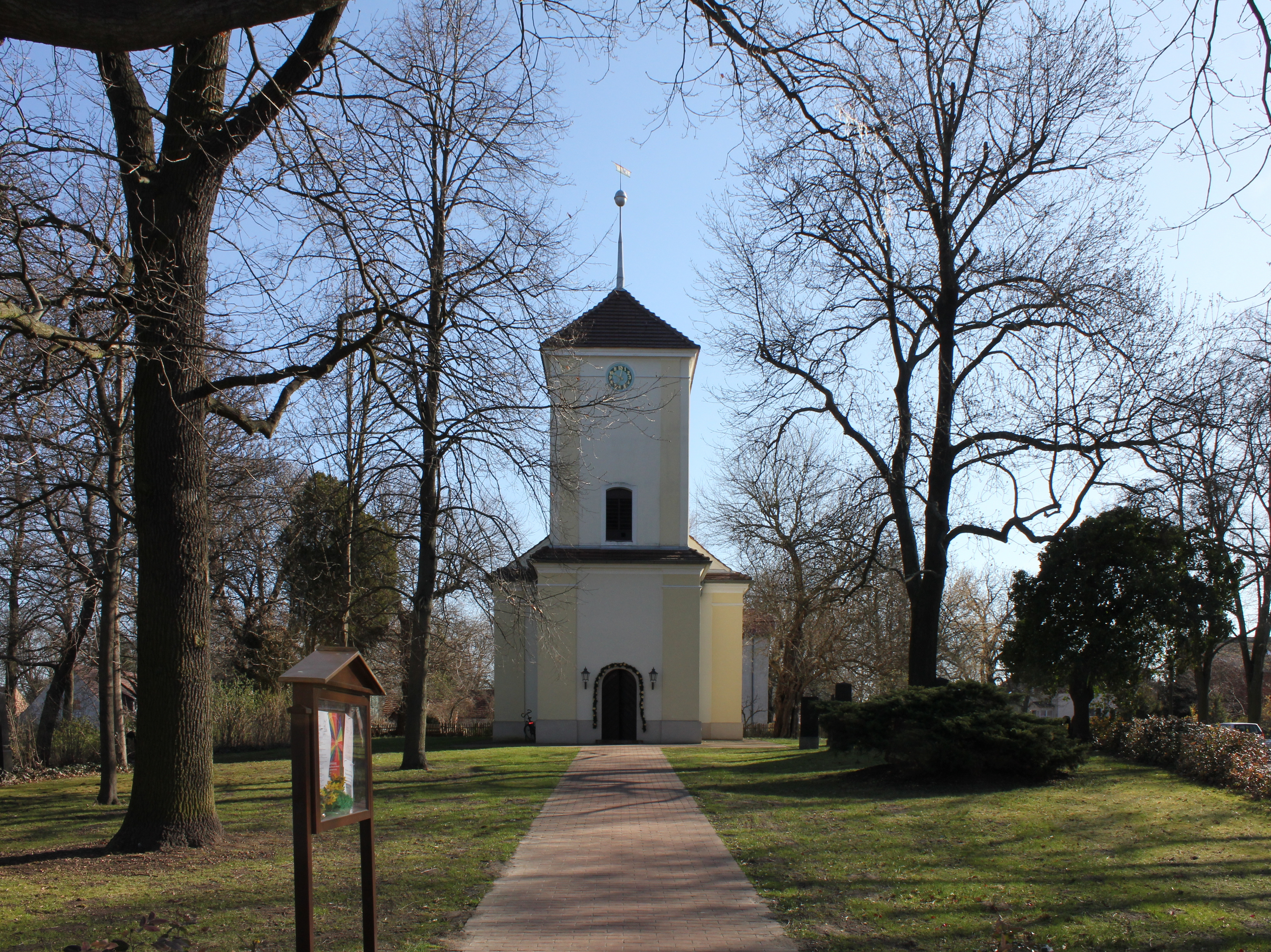
Dorfkirche Lübars in Alt-Lübars dem Zielpunkt des Hauptwegs

Unter Nutzung des Schildower Wegs führt der Lübarser Weg gemeinsam mit dem Barnimer Dörferweg 50 Meter nach dem Abbiegen vom Mauerweg in den Ortsteil Lübars. Dieser Wiesenweg liegt südlich an den Wiesen um den Sprintwiesenteich und erreicht am Ortseingang die Blankenfelder Chaussee und nach rechts Alt-Lübars. Hier endet der Lübarser Weg im Dorfkern auf dem Anger mit Dorfkirche, Schule und Feuerwehr gegenüber vom Dorfkrug.

## Nahverkehrsanschlüsse
Die Anschlüsse an den ÖPNV liegen vorzugsweise an der Nord-Süd-Bahn.
- S-Bahnhof Wilhelmsruh,
- S-Bahnhof Schönholz,
- S-Bahnhof Wollankstraße,
- S-Bahnhof Bornholmer Straße,
- U-Bahnhof Eberswalder Straße.